# Hormurus penta
Espèce
Synonymes
- Liocheles penta Francke & Lourenço, 1991

Hormurus penta est une espèce de scorpions de la famille des Hormuridae.

## Distribution
Cette espècese rencontre aux Îles Salomon sur Rennell et Guadalcanal et en Papouasie-Nouvelle-Guinée sur Samarai,.

## Systématique et taxinomie
Cette espèce a été décrite sous le protonyme Liocheles penta par Francke et Lourenço en 1991. Elle est placée dans le genre Hormurus par Monod et Prendini en 2015.

## Publication originale
- Francke & Lourenço, 1991 : Scorpions (Arachnida) from Rennell Island. The Natural History of Rennell Island, British Solomon Islands. Copenhagen, vol. 8, p. 199-204.